# Wietrznik (skała)
Wietrznik – skała w Dolinie Będkowskiej na Wyżynie Krakowsko-Częstochowskiej. Znajduje się na orograficznie prawych zboczach dolnej części Doliny Będkowickiej, u wschodnich podnóży wzniesienia Wietrznik. Pod względem administracyjnym znajduje się w Łączkach Kobylańskich będących częścią wsi Kobylany w województwie małopolskim, w powiecie krakowskim, w gminie Zabierzów. Jest zaznaczona i opisana na mapie Geoportalu. Dawniej uprawiana była na niej wspinaczka skalna, obecnie jednak nie jest już interesująca dla wspinaczy i brak jej w nowszych przewodnikach wspinaczkowych.
Wietrznik, jak wszystkie skały Doliny Będkowskiej zbudowany jest z twardych wapieni. Poniżej Wietrznika dnem Doliny Będkowskiej prowadzi droga, a nią szlak turystyczny. Z drogi tej widoczne są dwie skały; lewa większa i prawa, mniejsza. W lewej znajdują się dwa obiekty jaskiniowe: Szczelina w Wietrzniku i Górny Okap w Wietrzniku. W mniejszej, prawej skale znajduje się Schron w Małym Wietrzniku.

## Szlaki turystyki pieszej
Dolina Będkowicka – Brama Będkowska – Wąwóz Będkowicki – Będkowice – Dolina Kobylańska – Kobylany

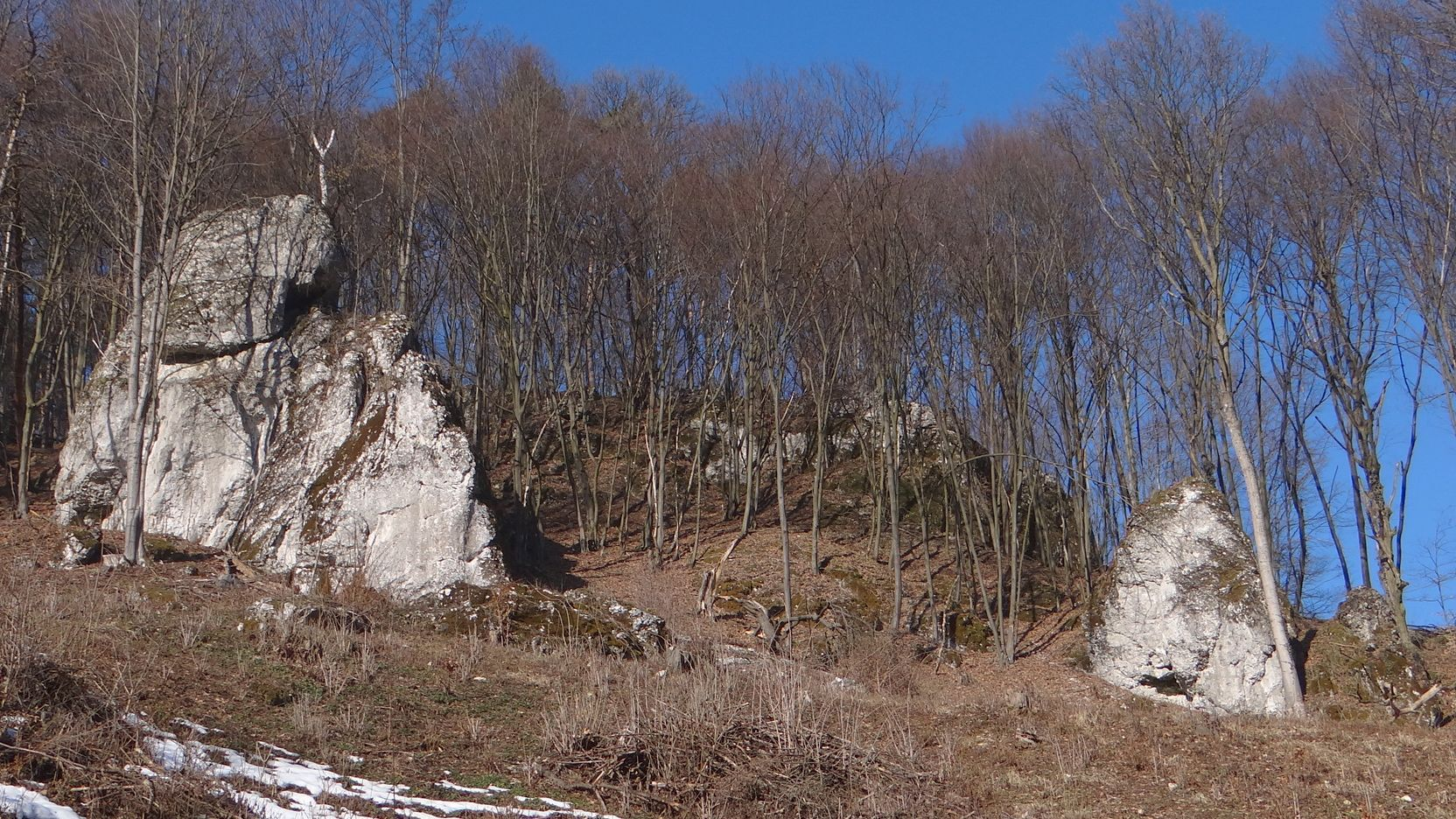
Wietrznik i Mały Wietrznik
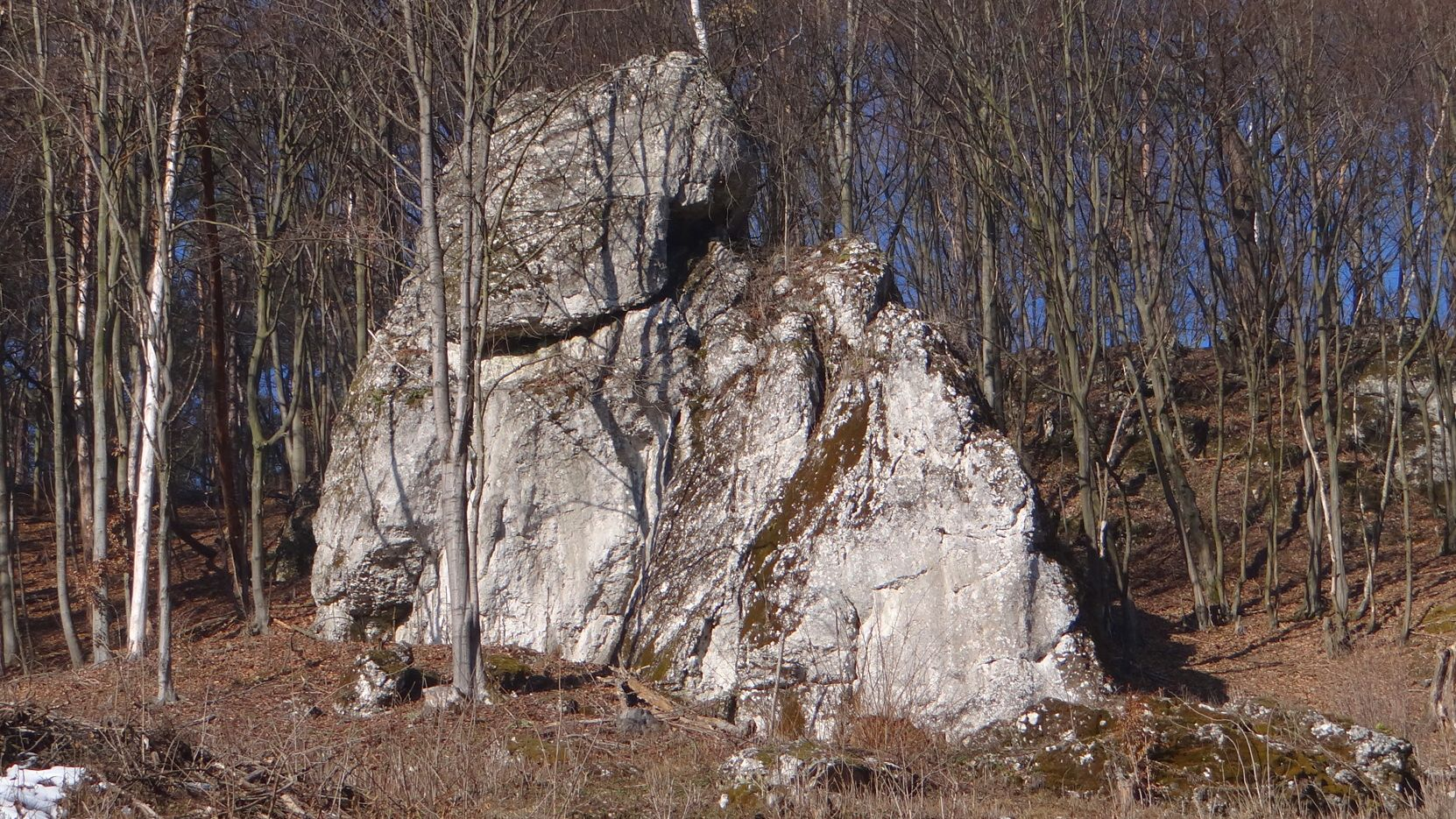
Wietrznik od strony drogi
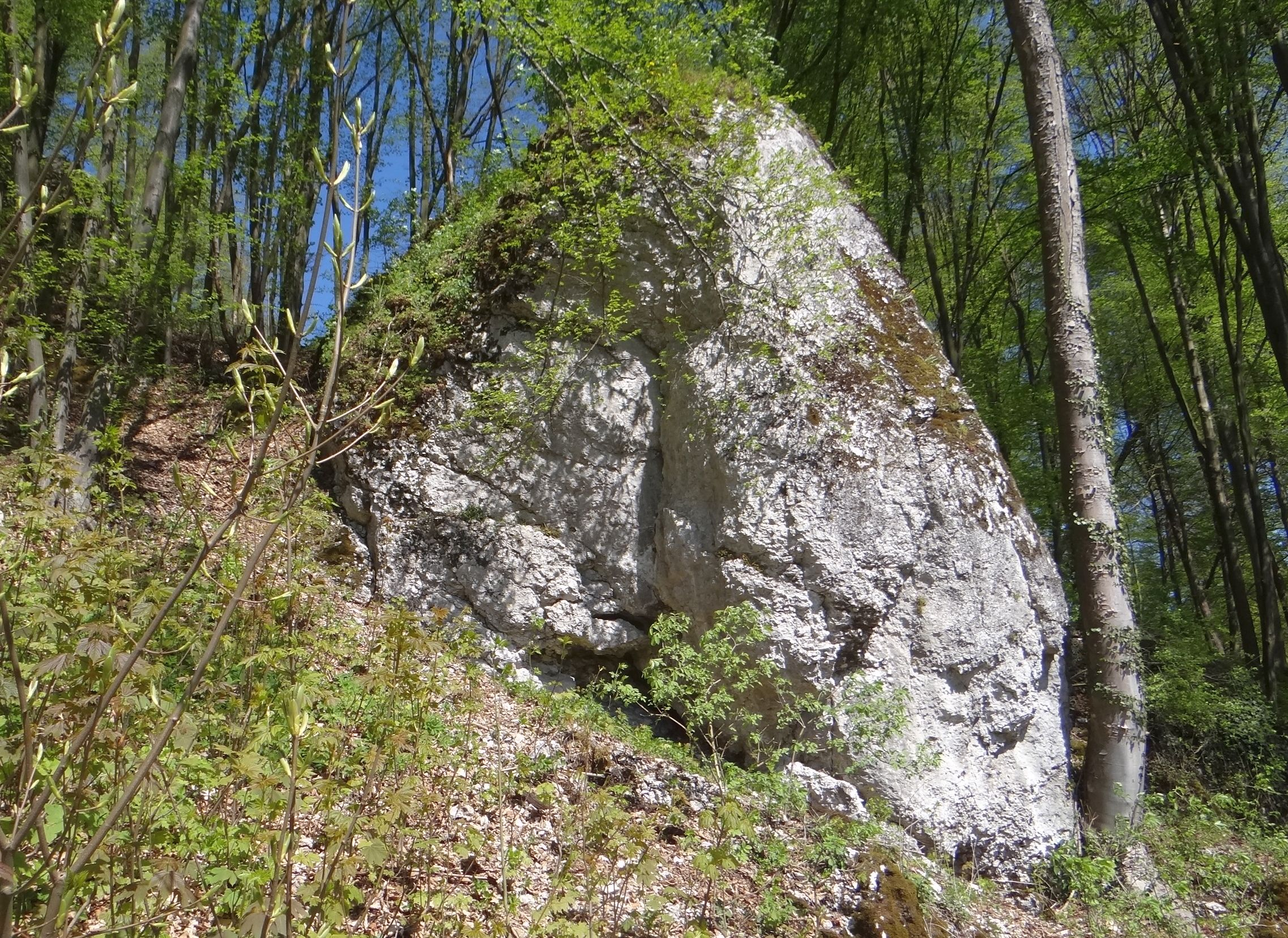
Mały Wietrznik z otworem Schronu w Małym Wietrzniku